# William Rodríguez (cyclisme)
Pour les articles homonymes, voir Rodríguez.
Rodríguez  Cuéllar est un nom espagnol. Le premier nom de famille, en général paternel, est Rodríguez ; le second, en général maternel, souvent omis, est Cuéllar.
William Rodríguez Cuéllar, né le 27 mai 1993, est un coureur cycliste bolivien.

## Biographie
En 2019, William Rodríguez se classe quatrième du Tour du Pérou, tout en ayant remporté une étape. L'année suivante, il devient champion de Bolivie sur route. Il s'impose par ailleurs sur une course par étapes disputée dans le département de Cochabamba,.
Lors de la saison 2021, il conserve son titre de champion national. Il obtient également de nouveaux succès sur une épreuve par étapes bolivienne en 2022. 

## Palmarès sur route

### Par année
- 2017
  - 3e de la Vuelta a Cochabamba
- 2019
  - 2e étape du Tour du Pérou
  - 2e du championnat de Bolivie sur route
- 2020
  -  Champion de Bolivie sur route
  - Vuelta a Cochabamba :
    - Classement général
    - 2e étape
- 2021
  -  Champion de Bolivie sur route
  - 2e de la Vuelta a Cochabamba
- 2022
  - Vuelta al Cono Sur :
    - Classement général
    - 1re et 2e étapes
- 2023
  - Desafío TCB Ruta de Melgarejo

### Classements mondiaux
| Année            | 2016 | 2017 | 2018 | 2019 | 2019 | 2020 | 2021 | 2022 | 2023 |
| ---------------- | ---- | ---- | ---- | ---- | ---- | ---- | ---- | ---- | ---- |
| UCI America Tour | 417e |      |      |      |      |      |      |      | 360e |

## Palmarès sur piste

### Championnats nationaux
- 2016
  - 2e du championnat de Bolivie de poursuite par équipes
  - 3e du championnat de Bolivie de vitesse par équipes